# Лебединская, Александра Вадимовна
Лебединская Александра Вадимовна (род. 7 декабря 1978) — российская актриса и режиссёр-постановщик.

## Биография
Родилась в цирковой семье, училась в ГУЦЭИ на отделении клоунады, окончив обучение в 2000 г. Выступала в цирковом номере жанра «танцы на проволоке». Поступила в ГИТИС на кафедру режиссуры цирка, окончила обучение в 2013 г. Работала хореографом в театре «Традиция», актрисой драмы в театре «Уголок дедушки Дурова» и Центре имени Вс. Мейерхольда (спектакль «Норманск»).
На Малой сцене театра «Уголок дедушки Дурова» поставила спектакль «Зимняя сказка», который шёл в 2013 г.
Работала хореографом номера «Шахматы» (рук. Д. Колобухов), режиссёром номера «Mechanical phantasmagoria» (рук. Р. Шамшадинов).